# Juhani Aho

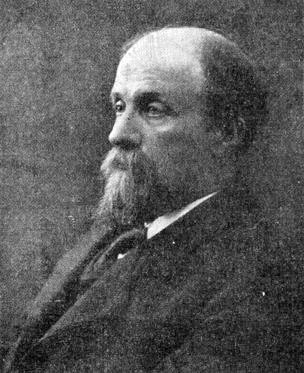
Juhani Aho

Juhani Aho, geboren als Juhani Brofeldt (Lapinlahti, 11 september 1861 - Helsinki, 8 augustus 1921) was een Fins schrijver. Ook werkte hij als vertaler en journalist. Hij was de eerste Finse schrijver die volledig van zijn pen leefde.
Als invloedsbronnen worden onder andere de Noorse realisten Jonas Lie en Henrik Ibsen, maar ook Émile Zola genoemd.
Zijn vroege werk, waarvan de roman Rautatie ('De spoorweg', 1884) het bekendst is, kenmerkt zich door een realistische stijl, speelt op het platteland van Finland, en behandelt de tegenstellingen tussen de 'oude' en de 'nieuwe' tijd. Zo hoort in Rautatie een oud echtpaar dat er bij hen in de regio een spoorlijn wordt aangelegd. Ze kunnen zich er niets bij voorstellen, proberen via dorpsgenoten meer te weten te komen, en gaan uiteindelijk naar de grote stad om zelf te kijken. Dit loopt, onder andere door drank, uit op een kleine persoonlijke tragedie.
Zijn bekendste latere romans Panu en Juha schreef hij in de geest van het karelianisme, in een neoromantische stijl. Niet de moderne tijd, maar juist het 'authentieke' Fins-zijn en de eeuwenlang onveranderde setting van bossen en meren, zijn bij deze romans een belangrijk gegeven. Panu is gesitueerd in 17e-eeuws Karelië. De gelijknamige titelheld is een sjamaan uit de 17e eeuw die felle strijd levert met de plaatselijke dominee. Er wordt beschreven hoe het christendom langzaam maar zeker zijn greep versterkt op perifere, heidense gebieden.
Ook schreef hij veel korte verhalen die hij lastuja ('spaanders') noemde. Hij vertaalde onder andere werk van Selma Lagerlöf, Victor Hugo en Maurice Maeterlinck. 
Verschillende werken van Aho werden in het Nederlands vertaald door Dina Logeman-van der Willigen.